# Rejon dokuzparyński
Rejon dokuzparyński (ros. Докузпаринский район, lezg. Докъузпара район) – jednostka administracyjna wchodząca w skład Dagestanu w Rosji.
Centrum administracyjnym rejonu jest wieś (ros. село, trb. sieło) Usuchczaj.

## Geografia
Powierzchnia rejonu wynosi 376,9 km² i znajduje się on w południowej części Dagestanu. Graniczy z rejonem achtyńskim i rejonem magaramkientskim wchodzącymi w skład Dagestanu, a także z Azerbejdżanem.
Jest to najbardziej na południe wysunięty rejon Federacji Rosyjskiej.
Na granicy rejonu znajduje się szczyt Bazardiuziu (4466 m n.p.m.), będący najwyższym szczytem Azerbejdżanu i Dagestanu. Wieś Kurusz jest też najwyżej położoną, stale zamieszkaną miejscowością w Europie i Rosji, a także najbardziej wysuniętą na południe miejscowością w Rosji.

## Demografia
W 2021 roku rejon zamieszkiwało 15 060 osób.
Grupy etniczne i narodowości w 2021 roku:
- Lezgini – 14 230 (94,49%)
- Rutulowie – 345 (2,29 %)
- Agulowie – 257 (1,71%)
- inny – 228 (1,51%)